# Jídelna

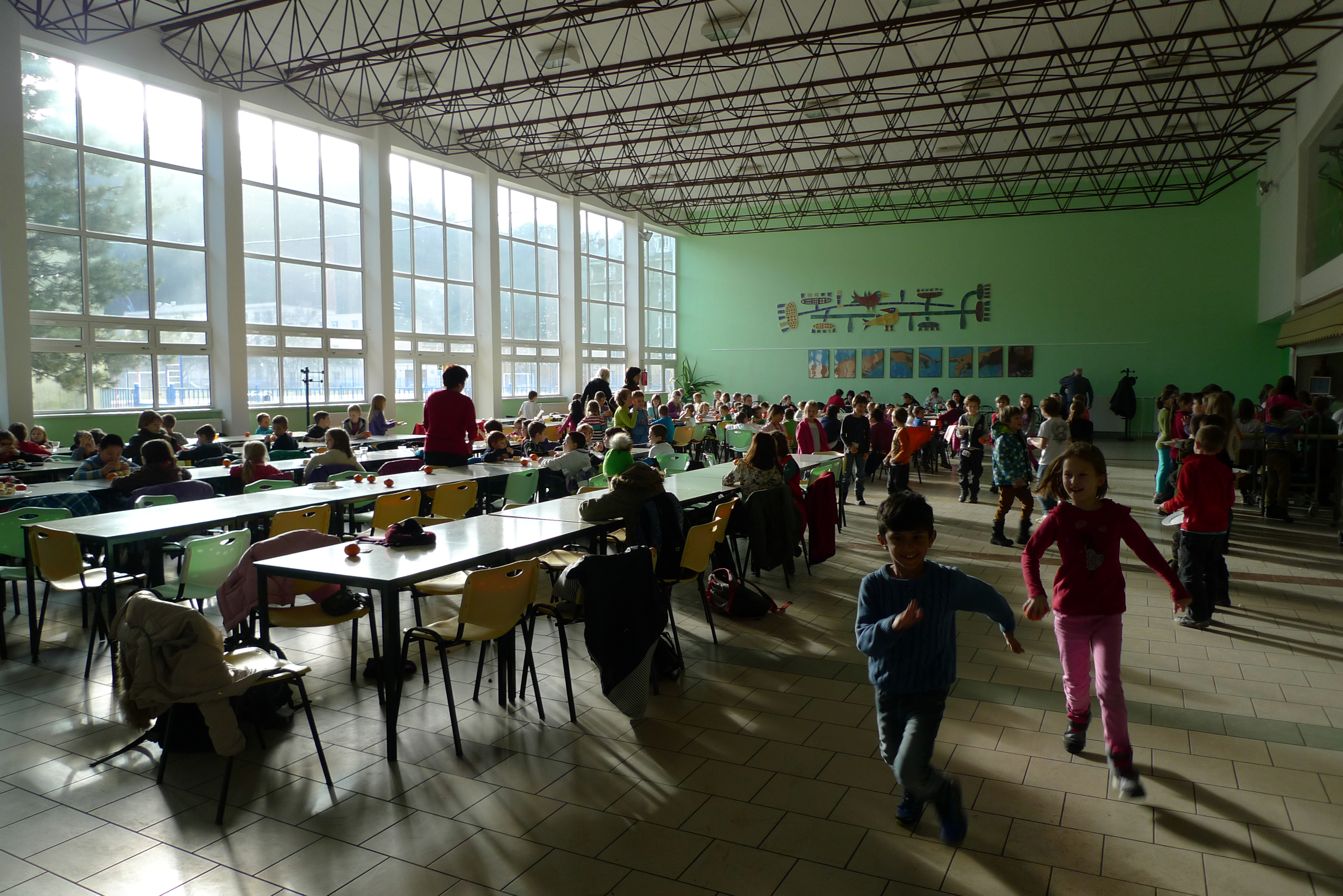
Školní jídelna v Praze 8

Jídelna je obecný název pro specializovaný prostor v domě nebo i v jiné stavbě (veřejné nebo soukromé), která je vyhrazena
pro konzumaci jídla a pití. Odtud je pak odvozen její název. Všechny typy jídelen bývají vybaveny vhodným nábytkem, který umožňuje pohodlnou konzumaci jídla. Veřejné jídelny a ostatní veřejně stravovací zařízení musí splňovat závazné hygienické předpisy a předepsané stavební normy.

## Rozdělení podle účelu
Z hlediska účelu lze rozlišit různé typy jídelen:
Hostinská zařízení se dělí podle druhu do kategorií a zařazují se do nich dle převažujícího charakteru jejich činnosti. Základní rozdělení hostinských zařízení restauračního typu dle statistické metodiky EU:
1. Restaurace – dominantní prodej pokrmů s možností zakoupení nápojů a možnost různých forem společenské zábavy
restaurace
samoobslužné restaurace (jídelny)
rychlé občerstvení (bistra, hamburgrové restaurace)
restaurační zařízení podél cest (motorest)
stánky podávající občerstvení, ryby, hranolky
železniční jídelní vozy a jiná zařízení pro přepravu cestujících
2. Bary – dominantní prodej nápojů s možností různých forem společenské zábavy; možno prodávat výrobky studené kuchyně, cukrářské výrobky, teplé pokrmy minutkového charakteru
bary
noční kluby
pivnice
kavárny, espresa
Další členění na kantýny a cateringové služby – jedná se o prodej pokrmů a nápojů za upravené ceny zejména v závodních jídelnách, a dále o výrobu a přípravu pokrmů v centrálních výrobnách, dodávek pokrmů na objednávku leteckým společnostem, na bankety, společenské události.
Následuje stravování školní – od jeslí až po vysoké školy, v neposlední řadě stravování v sociálních zařízeních a nemocniční stravování.
U jednotlivých kategorií lze zřizovat sezónní a příležitostná odbytová střediska, která jsou součástí provozovny (terasy, atria, zahrady, předzahrádky, salónky, sály). Všechny hostinské provozovny, s výjimkou kategorií občerstvení, kiosk, musí mít pro hosty WC.

### Veřejné jídelny
- bufet (automat)
- hospoda
- restaurace
  - hotelová restaurace
- azylová jídelna (pro bezdomovce a jiné sociálně vykořeněné osoby apod.)

### Neveřejné jídelny
- soukromá jídelna – v domě nebo v bytě
- školní jídelna – doplňkové vybavení všech typů škol; vysokoškolská jídelna se nazývá menza
- závodní jídelna – může být zřízena ve větších továrnách, závodech a podnicích
- nemocniční jídelna
- vojenská jídelna
  - stálá (např. v kasárnách)
  - přechodná (během pobytu vojsk v terénu)
- vězeňská jídelna
- lodní jídelna
- táborová jídelna – zřizována zejména v zařízeních pro letní rekreaci dětí a mládeže
  - zřízená přechodně – např. během táboření ve volné přírodě
  - stálá
- jiné (domovy pro seniory, léčebny a ozdravovny, dětské domovy, rekreační zařízení apod.)

Některé z těchto typů jídelen však v různé míře nabízejí své služby a kapacity i veřejnosti.